# Teocelo (municipalité)
La municipalité de Teocelo est l'une des 212 municipalités de l'État de Veracruz, et est située dans la partie centrale de cet État. Située à l'ouest du golfe du Mexique, la municipalité est assise sur les contreforts de la Sierra Madre orientale, et appartient à la partie nord du bassin versant nord du fleuve Río Antigua. Son chef-lieu est la ville éponyme de Teocelo. Elle dépend de la région administrative de Capital, qui est une des 10 subdivisions administratives de l'État de Veracruz, et qui comprend sa capitale étatique, Xalapa.

## Géographie
La municipalité de Teocelo s'étire d'ouest en est dans la partie nord du bassin versant du fleuve Río Antigua, localement nommé Río los Pescadores, qui forme brièvement sa limite au sud-est. Elle est ensuite délimitée sur son flanc nord par la rivière Río Sordo, affluent du Río Antigua, puis par son affluent le Río Texolo, et enfin par le Río Matlacobatl. Elle est traversée par la rivière Río el Chico, puis par son affluent le Río Comalapa, qui sert brièvement de limite au sud. L'ensemble de ces rivières est tributaire directe ou indirecte du fleuve Río Antigua. Assise sur le piémonts du massif de la Sierra Madre orientale, l'altitude de la municipalité oscille entre 500 et 1420 mètres. Son chef-lieu, la ville éponyme de Teocelo, se trouve dans la partie occidentale de son territoire, entre les rivières Río Texolo au nord, et Río Comalapa au sud. Son territoire couvre une superficie de 60,8 km2, et était peuplé en 2020 de 16 957 habitants, pour une densité de 279 habitants par km2.
Cette municipalité est limitrophe au nord de celles de Coatepec et de Xico, à l'ouest de celles de Ixhuacán de los Reyes et de Ayahualulco, et au sud de celles de Cosautlán de Carvajal et de Tlaltetela.

## Composition et démographie
La municipalité était composée en 2020 de 26 localités, dont une seule était considérée comme urbaine, les autres étant rurales.
| Localité            | Population |
| ------------------- | ---------- |
| Teocelo             | 10 581     |
| Monte Blanco        | 1675       |
| Llano Grande        | 1341       |
| Texín               | 1107       |
| Baxtla              | 726        |
| Reste des localités | 1527       |
| Total population    | 16 957     |

En plus de l'espagnol, plusieurs langues amérindiennes sont parlées dans la municipalité, dont les principales sont par ordre d'importance : le nahuatl, et dans une moindre mesure le chinantèque.

## Économie

### Agriculture et élevage
La superficie des parcelles semées représentait en 2019 une surface totale de 2206 hectares, parmi lesquels 1810 hectares étaient voués à la culture du caféier, 140 hectares étaient voués à la culture du maïs, et 125 hectares étaient voués à celle de la canne à sucre.
En 2020, la production de viande par tonnes comprenait 88,4 tonnes de viande bovine, 133,6 tonnes de viande porcine, 25,1 tonnes de viande ovine, 2,5 tonnes de viande caprine, 165,8 tonnes de volailles, et 4,7 tonnes de dinde. La superficie vouée à l'élevage représentait alors 541 hectares.